# Conseil régional des Pays de la Loire
Mandature 2021-2028
Hôtel de région
Le conseil régional des Pays de la Loire est l'assemblée délibérante de la région française Pays de la Loire. Le conseil régional est composé de 93 conseillers régionaux élus pour une durée de six ans au suffrage universel direct et présidé par Christelle Morançais (HOR) depuis 2017. Il siège à Nantes, à l'hôtel de région, situé sur l'île de Nantes.

## Organisation et fonctionnement
Les sièges de cette région sont répartis par département :
- 35 conseillers pour la Loire-Atlantique ;
- 19 conseillers pour le Maine-et-Loire ;
- 17 conseillers pour la Vendée ;
- 15 conseillers pour la Sarthe ;
- 7 conseillers pour la Mayenne.

## Composition

### Assemblée régionale
|                                                  |       |       |      |                                         |                         |
| Membres du conseil régional des Pays de la Loire |       |       |      |                                         |                         |
| Parti                                            | Sigle | Sigle | Élus | Groupe                                  | Président               |
| Majorité (57 sièges)                             |       |       |      |                                         |                         |
| Les Républicains                                 |       | LR    | 19   | Aimer et Agir pour les Pays de la Loire | Constance Nebbula (LR)  |
| Divers droite                                    |       | DVD   | 17   | Aimer et Agir pour les Pays de la Loire | Constance Nebbula (LR)  |
| Les Centristes                                   |       | LC    | 5    | Aimer et Agir pour les Pays de la Loire | Constance Nebbula (LR)  |
| Divers centre                                    |       | DVC   | 2    | Aimer et Agir pour les Pays de la Loire | Constance Nebbula (LR)  |
| Union des démocrates et indépendants             |       | UDI   | 9    | Union Centriste                         | Philippe Henry (UDI)    |
| Divers droite                                    |       | DVD   | 4    | Union Centriste                         | Philippe Henry (UDI)    |
| Divers centre                                    |       | DVC   | 1    | Union Centriste                         | Philippe Henry (UDI)    |
| Opposition (36 sièges)                           |       |       |      |                                         |                         |
| Europe Écologie Les Verts                        |       | EÉLV  | 5    | L’écologie ensemble                     | Lucie Etonno (EÉLV)     |
| Divers écologistes                               |       | ÉCO   | 2    | L’écologie ensemble                     | Lucie Etonno (EÉLV)     |
| La France insoumise                              |       | LFI   | 3    | L’écologie ensemble                     | Lucie Etonno (EÉLV)     |
| Génération écologie                              |       | GÉ    | 1    | L’écologie ensemble                     | Lucie Etonno (EÉLV)     |
| Génération.s                                     |       | G·s   | 1    | L’écologie ensemble                     | Lucie Etonno (EÉLV)     |
| Parti socialiste                                 |       | PS    | 9    | Printemps des Pays de la Loire          | Guillaume Garot (PS)    |
| Place publique                                   |       | PP    | 1    | Printemps des Pays de la Loire          | Guillaume Garot (PS)    |
| Parti communiste français                        |       | PCF   | 1    | Printemps des Pays de la Loire          | Guillaume Garot (PS)    |
| Divers gauche                                    |       | DVG   | 1    | Printemps des Pays de la Loire          | Guillaume Garot (PS)    |
| La République en marche                          |       | LREM  | 2    | Démocrates et progressistes             | François de Rugy (LREM) |
| Mouvement démocrate                              |       | MoDem | 1    | Démocrates et progressistes             | François de Rugy (LREM) |
| Territoires de progrès                           |       | TDP   | 1    | Démocrates et progressistes             | François de Rugy (LREM) |
| Divers centre                                    |       | DVC   | 1    | Démocrates et progressistes             | François de Rugy (LREM) |
| Rassemblement National                           |       | RN    | 3    | Non-inscrits                            |                         |
| Reconquête                                       |       | REC   | 1    | Non-inscrits                            |                         |
| Centre National des Independants et Paysans      |       | CNIP  | 1    | Non-inscrits                            |                         |
| Les Localistes                                   |       | LL    | 1    | Non-inscrits                            |                         |

### Présidence
| Identité             | Parti | Parti    | Département |
| -------------------- | ----- | -------- | ----------- |
| Christelle Morançais |       | Horizons | Sarthe      |

## Historique

### Identité visuelle
| Logo | Commentaire                                                                    |
| ---- | ------------------------------------------------------------------------------ |
|      | Blason de la région.                                                           |
|      | Premier logo du Conseil régional des Pays de la Loire dans les années 1990.    |
|      | Logo du Conseil régional des Pays de la Loire jusqu'en octobre 2006.           |
|      | Logo du Conseil régional des Pays de la Loire d'octobre 2006 à septembre 2021. |
|      | Logo du Conseil régional des Pays de la Loire d'octobre 2021 à septembre 2022. |
|      | Logo du Conseil régional des Pays de la Loire depuis septembre 2022.           |

### Présidents
|   | Nom | Nom                          | Parti       | Début du mandat  | Fin du mandat     | Qualité |
| - | --- | ---------------------------- | ----------- | ---------------- | ----------------- | --- |
| 1 |     | Vincent Ansquer (1925-1987)  | UDR         | 5 janvier 1974   | 27 mai 1974       | Député de la Vendée (1962-1974 & 1978-1987) Conseiller général de Montaigu (1969-1987) Maire de La Bruffière (1965-1978) Démissionnaire après sa nomination au gouvernement |
| 2 |     | Olivier Guichard (1920-2004) | RPR         | 28 mai 1974      | 20 mars 1998      | Député de la Loire-Atlantique (1967-1968 & 1974-1976 & 1978-1997) Conseiller général de Guérande (1969-1987) Maire de La Baule-Escoublac (1971-1995) |
| 3 |     | François Fillon (1954)       | RPR         | 28 mars 1998     | 16 mai 2002       | Premier ministre (2007-2012) Député de la Sarthe (1981-1983 & 1997-2002) Sénateur de la Sarthe (2004 & 2005-2007) Président du Conseil général de la Sarthe (1992-1998) Conseiller général de Sablé-sur-Sarthe (1981-1998) Maire de Sablé-sur-Sarthe (1983-2001) Démissionnaire après sa nomination au gouvernement |
| 4 |     | Jean-Luc Harousseau (1948)   | UMP         | 16 mai 2002      | 2 avril 2004      | Vice-Président du Conseil régional des Pays-de-la-Loire (1998-2002) |
| 5 |     | Jacques Auxiette (1940-2021) | PS          | 2 avril 2004     | 18 décembre 2015  | Conseiller général de La Roche-sur-Yon-Nord (1979-1985) Maire de La Roche-sur-Yon (1977-2004) |
| 6 |     | Bruno Retailleau (1960)      | LR          | 18 décembre 2015 | 30 septembre 2017 | Député de la Vendée (1994-1997) Sénateur de la Vendée (2004-2024) Président du Conseil général de la Vendée (2010-2015) Conseiller général de Mortagne-sur-Sèvre (1988-2015) Démissionnaire en raison de la législation sur le cumul des mandats.                                                                   |
| 7 |     | Christelle Morançais (1975)  | LR puis HOR | 19 octobre 2017  | En cours          | Vice-Présidente du Conseil régional des Pays-de-la-Loire (2015-2017) |

### Directeurs généraux des services
- 1994-1998: Jean Cuvelier

- 1998-2001: Jean-Pierre Caillois

- 2001-2004 : Thierry Berthé
- 2004-2013 : Patrick Jouin
- 2013-2015 : Simon Munsch
- 2016-2017 : Franck Robine
- 2017-2022 : Xavier Daudin-Clavaud
- Depuis 2022 : Michel Guenneau

### De 1986 à 1992
- 5 du PCF
- 31 du PS
- 3 divers gauche
- 49 du RPR - UDF
- 2 divers droite
- 3 du FN

Le président du conseil régional était Olivier Guichard (droite).

### De 1992 à 1998
- 4 de l'extrême gauche
- 18 du MRG-PS
- 7 des Verts
- 7 de Génération écologie
- 1 de CPNT
- 48 de l'UPF
- 8 du FN

Le président du conseil régional était Olivier Guichard (UPF).

### De 1998 à 2004
Comme aujourd'hui, il était formé de 93 conseillers:
- 1 de l'extrême gauche
- 29 de la gauche plurielle
- 3 divers gauche
- 3 de CPNT
- 44 du RPR - UDF
- 6 divers droite
- 7 du FN

Le président du conseil régional était François Fillon (Droite) jusqu'en 2002 (démissionnaire à la suite de sa nomination au gouvernement), puis Jean-Luc Harousseau (droite).

### De 2004 à 2010
Le conseil était également composé de 93 membres, répartis entre les groupes suivants:
- Groupe des Élus Communistes : 8 élus.
- Groupe Socialiste, Radical et Divers Gauche : 39 élus.
- Groupe Les Verts : 13 élus.
- Groupe Centriste (3 MD, 3 NC et 1 AC) : 7 élus.
- Groupe Union des Pays de la Loire (24 UMP, 1 NC et 1 AC) : 26 élus.

Le président est le socialiste Jacques Auxiette.

### De 2010 à 2015
Le conseil était également composé de 93 membres, répartis entre les groupes suivants:
- Groupe des Élus Communistes : 5 élus.
- Groupe Socialiste, Radical et Divers Gauche : 38 élus.
- Groupe Les Verts : 17 élus.
- Groupe Écologie Solidarité : 3 élus.
- Groupe Alliance centriste : 4 élus.
- Groupe Nouveau Centre 3 élus.
- Groupe Union des Pays de la Loire : 19 élus.
- Groupe Mouvement pour la France : 4 élus.

Le président est le socialiste Jacques Auxiette.

### De 2015 à 2021
Le conseil est composé de 93 membres, répartis entre les groupes suivants:
- Groupe Ecologiste et Citoyen : 6 élus
- Groupe Socialiste, Ecologiste, Radical et Républicain, composé du PS, du Mouvement radical, social et libéral et alliés: 17 élus
- Groupe La Région En Marche : 3 élus
- Groupe Union Centriste : 17 élus
- Groupe Les Républicains et apparentés : 37 élus
- Groupe Front national-Rassemblement bleu Marine : 8 élus (13 en début de mandature)
- Groupe Alliance pour les Pays de la Loire : 5 élus